# L'ultima sfida (film 1948)
L'ultima sfida (The Babe Ruth Story) è un film del 1948 diretto da Roy Del Ruth.